# 应昌期
应昌期（1917年10月23日—1997年8月27日），中華民國浙江省慈谿縣人，實業家，也是一位围棋爱好者，“应氏杯”创始者。

## 简历
1917年生于浙江省慈谿縣慈城镇（现属宁波市江北区管辖）。小学毕业后入慈湖商校，因家境贫寒，辍学赴上海入统原银行当学徒。工暇自学国文、英文、数学、会计等，并师从书法家赵叔孺学习书法金石。后考入福建省银行，任职员。应昌期自小热爱围棋。 
抗日战争后，应昌期任职台湾银行，历任总行营业部、业务部及国外部各部经理，台湾银行副总经理、代总经理。
20世纪60年代，应昌期毅然辞去银行职务，只身创业。十数年间先后创办华夏塑胶公司、利华羊毛公司、国泰化工公司、益华食品公司、国华海洋企业公司、国际票券公司及美国印科电子公司等，成为横跨众多领域，享誉台湾、美国的实业巨头。
1997年8月，应昌期患癌症逝世，享壽79歲。

## 围棋事业
應昌期在台灣成立應昌期圍棋教育基金會，推廣圍棋。曾資助多位圍棋選手，如張栩等人。
应昌期于1988年创立了“应氏杯世界职业围棋锦标赛”，简称“应氏杯”，是国际著名的围棋顶级赛事，冠军奖金高达40万美元，亚军10万美元，亦为奖金最巨的世界围棋大赛。应氏杯每四年举行一届，每届预算高达160万美元，有“围棋奥林匹克”之称。2005年，中国棋手第一次捧得应氏杯（棋手常昊）。
應昌期圍棋教育基金會在1986年起舉辦了「電腦冠軍挑戰人腦」的國際大賽，提供百萬美元的獎金，並定下比賽有效時限15年的目標。
应昌期感慨当时围棋规则不够完善，创立了著名的围棋“应氏规则”。他逝世后，这一规则被铭刻在他的墓碑上。
应昌期捐建了上海应昌期围棋学校。